# Cluster Springs
Cluster Springs est une census-designated place située dans le comté de Halifax, dans l’État de Virginie, aux États-Unis. Lors du recensement de 2020, elle comptait 718 habitants.